# Марк Мрачний
Марк Мрачний (1892—1975) — білоруський єврейський письменник, анархо-синдикаліст, учасник махновського руху.

## Біографія
Марк Мрачний народився в білоруській єврейській сім'ї в 1892 році в місті Гродно.Навчався на хедері, закінчив у 1911 російську гімназію.Продовжив освіту в Лейпцигу, Парижі, а згодом у Нью — Йорку.
Після початку революції 1917 року Мрачний оселився в українському місті Харкові, де приєднався до анархістського руху. Невдовзі після заснування в листопаді 1918 року Мрачний приєднався до Набатської конфедерації анархістських організацій і допоміг їй заснувати нелегальну друкарню в Сибіру. Він швидко вступив у зіткнення з Воліним, провідним ідеологом Набату, через його формулювання анархізму синтезу, яке Мратчний визнав «туманним і неефективним». У складі «Набату» став співробітником Культурно-просвітницького відділу Революційно-повстанської армії України (РПОУ), розповсюджувачем махновських газет «Вільний повстанець» і «Шлях до волі».
У листопаді 1920 року Мратний та інші провідні члени Набату були заарештовані ЧК у Харкові та переведені до в'язниці в Москві.Коли в липні 1921 року відбувся перший з'їзд Профінтерну, ув'язнені набатівці оголосили голодування, щоб привернути увагу приїжджих делегатів -синдикалістів, які протестували проти їхнього ставлення до Фелікса Дзержинського та Володимира Леніна. До вересня 1921 року більшовицький уряд пом'якшив і звільнив політичних в'язнів-анархістів за умови, що вони покинуть країну. У січні 1922 року Мратний разом з Воліним, Григорієм Максимовим і Юхимом Ярчуком виїхав до Берліна. Там він брав участь у створенні комітету підтримки в'язнів, який надсилав пакети допомоги та листи політв'язням-анархістам Радянського Союзу.
Після виходу в світ "Історії махновського руху " Петра Аршинова Мрачний був одним з перших, хто виклав анархістську критику махновщини. У номері російського анархо-синдикалістського журналу «Робітничий шлях» за липень 1923 року, Мрачний стверджував, що роль Нестора Махна та його Повстанської армії в революції була перебільшена, що призвело до применшення ролі робітничого класу в розбудові нової економіки. Далі він звинувачував махновщину в мілітаризмі та антиінтелектуалізмі, засуджував Махна та інших повстанських командирів за прояв диктаторських тенденцій і критикував односторонні страти контрразведки. На завершення він критикував вільні ради, які порівнював із «неформальною державою», запропонованою лівими есерами, вважаючи їх неанархістськими. Аршинов в основному відкидав цю критику з боку Мрачного, який сам мало спілкувався з махновщиною, і звинувачував його в тому, що він приєднується до більшовицьких чуток.
У 1928 році він переїхав до Сполучених Штатів, де працював учителем у школах з викладанням ідиш системи у Лос-Анджелесі та Детройті. У 1934 році він став доктором медицини і психіатром. У 1934 році Мрачного призначили редактором газети на ідиш, але він пішов у відставку незабаром після поразки республіканців у громадянській війні в Іспанії та в основному відійшов від анархістського руху, заявивши, що він «відчуває себе рабином у порожньому місці». У 1975 році Марк Мрачний помер у Нью-Йорку, останній вижив із свого покоління анархістів колишньої Російської імперії.Після його смерті частину матеріалів з його особистого архіву було передано до Наукового інституту їдишу (YIVO), який займається дослідженнями мови, літератури та фольклору їдиш.